# 周倪安
周倪安（1972年10月7日—），臺灣政治人物，生於臺北市，凱達格蘭族人。現任台灣團結聯盟黨主席，曾任台灣團結聯盟全國不分區立法委員，以及該黨中執委、政策部副主任、立法院黨團幹事長、秘書長兼組織部主任，且是該黨史上第一位女性黨主席。

## 從政
周倪安在2007年加入台灣團結聯盟後，即於翌年便代表台聯參選第七屆立委選舉，成為當年台聯十三位區域候選人之一。周倪安此次參選臺北縣第九選舉區，在民進黨未提名候選人的情況下，成為該選區唯一泛綠的參選人。面對分裂的泛藍陣營，選舉結果僅得到15,669票（得票率11.05％）敗選，未得到該選區傳統藍綠7比3的三成票數。
2010年，周倪安出任台聯中央黨部組織部副主任，離開短暫經營的臺北縣，改投入臺北市第六選區議員選舉，在21位候選人中，以4,092票（得票率1.36％）排名18，敗選。

### 第八屆立法委員
台聯在2012年取得三席不分區立法委員席次，台聯採取立委輪流當的政治首例，第一輪立法委員許忠信、黃文玲兩年任期屆滿，於2014年2月1日請辭，由周倪安與賴振昌遞補不分區立委；2014年2月7日中選會頒發當選證書，三日後二人於立法院宣誓正式成為中華民國第八屆立法委員。
周倪安原欲投入2016年立法委員選舉，由於該選區為民進黨評估之艱困選區，故透過民進黨選舉對策委員會召集人蘇嘉全協調，與同選區獨立參選人李幸長進行民調整合，最終由李幸長勝出。周倪安因而宣布將退出此次立委選舉，後中央黨部將之列台聯不分區立委第10名，但當年台聯政黨票僅獲2.5%，連任失敗。

### 後續
周倪安在2020及2024年又再次列入台灣團結聯盟不分區名單中，皆未當選。台聯黨主席劉一德在2020及2024年選後均提出請辭，2020年曾接受慰留，但2024年不再接受慰留而離職，在其請辭期間皆由周倪安代理黨主席。2024年1月29日，周倪安再度代理黨主席，後於4月25日經中執會通過而真除，正式擔任台聯黨主席。

## 2014年太陽花學運期間遭警毆打事件
2014年3月18日因服貿爭議爆發太陽花學運，反服貿學生於3月24日轉攻行政院，遭到大批警力鎮壓。周倪安到場聲援學生，也遭到警方用警棍敲頭，並被踹倒在地，造成她眼骨碎裂、肋骨骨折、大腿挫傷，以及腦震盪等，被送往台大醫院並住院一週。事後台聯主席黃昆輝表示要協助學生對警方提告，民進黨立委吳宜臻則要求檢方還原真相。3月31日警政署署長王卓鈞前往台大醫院病房探視，經民進黨立委要求，向周道歉，但調查仍未有進展。4月17日周倪安在立法院會質詢，控訴行政院院長江宜樺殺人未遂，並表示自己仍有頭痛的後遺症。6月27日，周倪安召開記者會表示，已經以「殺人未遂」罪名，對行政院長江宜樺等人提出刑事自訴，並要求江宜樺親自出庭，否則江應辭職下台以示負責。2017年，周倪安等30人於提起國家賠償訴訟，控告對象為臺北市政府及臺北市政府警察局。2019年10月30日，一審台北地方法院採信周倪安等10人，判臺北市政府警察局應賠周等10人共新台幣111萬1570元。

## 選舉紀錄
| 年度 | 選舉屆數               | 選舉區                                 | 所屬政黨     | 得票數    | 得票率 | 當選標記 | 備註     |
| ---- | ---------------------- | -------------------------------------- | ------------ | --------- | ------ | -------- | -------- |
| 2008 | 第七屆立法委員選舉     | 臺北縣第九選舉區                       | 台灣團結聯盟 | 15,669    | 11.05% |          |          |
| 2010 | 第十一屆臺北市議員選舉 | 臺北市第六選舉區                       | 台灣團結聯盟 | 4,092     | 1.36%  |          |          |
| 2012 | 第八屆立法委員選舉     | 全國不分區及僑居國外國民立法委員選舉區 | 台灣團結聯盟 | 1,178,797 | 8.96%  |          | 遞補當選 |
| 2016 | 第九屆立法委員選舉     | 全國不分區及僑居國外國民立法委員選舉區 | 台灣團結聯盟 | 305,675   | 2.51%  |          |          |
| 2020 | 第十屆立法委員選舉     | 全國不分區及僑居國外國民立法委員選舉區 | 台灣團結聯盟 | 50,435    | 0.36%  |          |          |
| 2024 | 第十一屆立法委員選舉   | 全國不分區及僑居國外國民立法委員選舉區 | 台灣團結聯盟 | 43,375    | 0.31%  |          |          |

## 爭議事件

### 故宮收藏文物歸還中國大陸換取臺灣獨立
2014年6月23日，周倪安針對故宮文物赴日展覽引發的故宮稱謂爭議作表示，認為故宮收藏的文物不是台灣土生土長的物品，而是國民政府遷播來台時被載到台灣，不能代表台灣的文化，並認為若要去中國化，就該把這些非台灣文物還給中國大陸，她本人也表示「有一天都應歸還給中國大陸，因為這是他們的東西。」，並認為可以用故宮文物換取台灣獨立。此番言論在網路遭到正反兩極的評價。

### 國軍向黑人招募傭兵
2014年11月13日，周倪安在立法院會質詢國防部副部長邱國正上將，針對募兵制問題進行專案報告時，建議如果募兵困難，有沒有可能學法國一樣到非洲找傭兵？讓邱國正不知該如何招架。

### 中共解放軍菜刀犯台論
2015年5月14日，周倪安在立法院外交與國防委員會質詢時，爭對開放中國人不限人數遊覽金門政策，對國防部部長高廣圻提問，若有2萬名中國人民解放軍軍人以變裝方式且不帶槍械，直接到金門就地取材「拿菜刀，以不兵血刃的方式佔領我金門」，國軍是否有何處理方式？使得國防部長高廣圻一時不該如何回應。民進黨現任立委段宜康對此言論認為，周倪安的「菜刀犯台論」獨具慧眼，並表示「大刀隊可怕，菜刀隊就不值得擔心嗎」。網友聽到周倪安此番言論，紛紛以「這是替金門菜刀宣傳嗎」及「金門可以出動風獅爺」等言論反諷。
2015年5月24日，中國國台辦主任張志軍參觀金門菜刀製作過程，記者以周倪安的「菜刀犯台論」提問，他笑答：「你想可能嗎？」

## 外部連結
- 立法院介紹（页面存档备份，存于）
- 中選會主任委員致送台灣團結聯盟第8屆全國不分區及僑居國外國民立法委員當選證書

| 政党职务      | 政党职务                                                  | 政党职务        |
| ------------- | --------------------------------------------------------- | --------------- |
| 台灣團結聯盟  |                                                           |                 |
| 前任： 許忠信 | 台灣團結聯盟立法院黨團幹事長 2014年2月10日－2016年1月31日 | 繼任： 黨團解散 |
| 前任： 賴振昌 | 台灣團結聯盟秘書長 第四任 2020年11月6日－2024年7月        | 繼任： 王銘源   |